# 科普魯律家族
科普鲁律家族（Köprülü family），是出身阿爾巴尼亞的鄂圖曼土耳其貴族。這個家族產生了六個鄂圖曼宰相（大維奇爾），包含收養子兼贅婿的卡拉·穆斯塔法·帕夏。他們主政鄂圖曼時，被稱作「科普魯律時期」（約1656年－1703年），這些科普魯律們才干非凡、有野心且残酷，他们督責官员、打擊貪腐，并着手进行军事與財政改革、大振國威，替鄂圖曼帶來了一段中興時期。

## 興起背景
在17世紀上半，鄂圖曼面臨了嚴重的腐敗與衰退，主要是蘇丹沉迷於頹廢的後宮生活、奢糜浪費及天災等，造成帝國多次暴動與叛亂，包含瓦拉幾亞、摩達維亞、外西凡尼亞、葉門、巴格達、巴斯拉與利比亞都叛亂或獨立。土耳其甚至於第六次威尼斯土耳其戰爭中期，在1656年大敗給威尼斯，讓許多有識之士認知到不能指望蘇丹振作，而必須選出一位治世之才的大維奇爾來改變困境。

## 執政

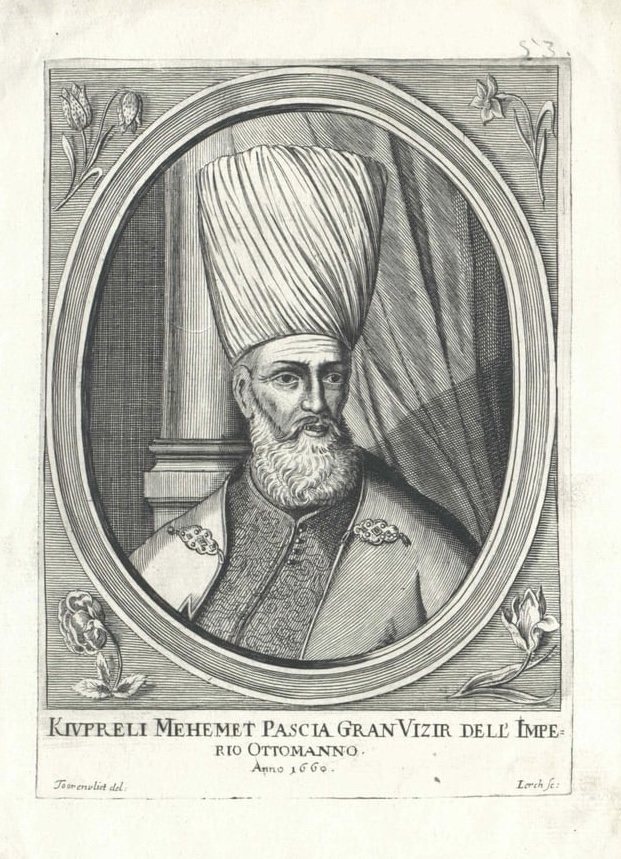
科普魯律·穆罕默德帕夏

1656年，太后圖罕（穆罕默德四世之母）在國務會議中提名75歲的科普魯律·穆罕默德帕夏，因為他有豐富的政治經驗又足智多謀，知道如果在合議制之下執政，推行的政策必會受阻，因此他在接任前先向太后圖罕提出四條要求：1.端發布命令或法案須經他同意。2.其他大小官員無權各自為政。3.沒人干涉他的官員任命權。4.指控、誹謗他的人需要當眾和他對質，蘇丹才能裁決。
科普鲁律的要求史無前例，但太后別無選擇，只好答應。於是老當益壯、膽識過人的科普魯律得以施展他的治國天才。首先他有效地提升吏治與行政效率。他知道改革很容易被攻擊，特別是在保守的伊斯蘭國家，因此他先把重點放在嚴刑峻法、懲治貪污腐敗與失職的官吏上。他認為只要嚴厲執行16世紀偉大者蘇里曼所制定的法典，就能夠使帝國重新煥發活力。當時帝國內部貪腐盛行，他重重懲貪，包含懲處了海軍司令、禁衛軍團司令、太后的寵臣等。當地方官員也被中央的懲貪威攝到後，他開始細細整頓官僚機構，於是在五年的任期內，一共處死了3.6萬名惡質的官員、士兵與教士，使得官員在兢兢業業下迅速地提高了行政效率與清廉度，加上他將宗教基金改撥世俗的財政用途，遂使國家的吏治與財庫瞬間有了起死回生的現象。
其次他開始軍事上的成功。1657年大敗威尼斯、收復愛琴海上失去的島；1658年平定了小亞細亞的叛亂；1660年把實力漸強的原附庸──外西凡尼亞給擊敗，還提高附庸金為三倍、土軍駐兵當地。但他卻在1661年病逝，大維奇爾遂由其子艾哈邁德繼承。這是因為蘇丹穆罕默德四世（1648-1687年在位）滿意科普魯律的政績表現，遂同意此舉。

## 艾哈邁德期

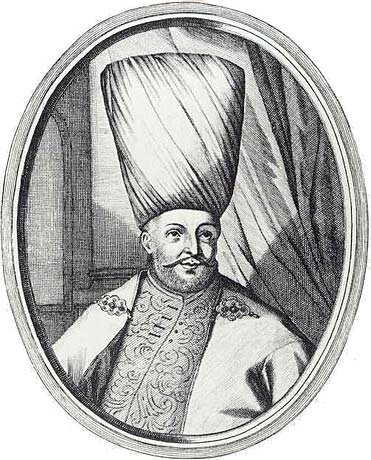
科普鲁律·法泽尔·艾哈迈德帕夏

艾哈邁德執政15年，1661年他26歲在父親推薦下當上宰相。他原是宗教學校教授，曾任埃勒祖魯姆、大馬士革總督。他為人聰明，從小跟隨在父親身邊，經歷多次考驗和挑戰，因此對政治有著超年齡的老城與敏銳，且頗有才幹。他懂得更穰並用，將收買人心與權力威嚇兩者巧妙結合，因此手段雖不似父親激烈，但在軍事上反而是更成功出色的統帥，也會為國家利益而狠心殺人。
他統帥20萬大軍，在1664年於奧土戰爭中占上風，簽訂瓦斯瓦爾條約，確認對外西凡尼亞及部分克羅埃西亞的控制。他後來又大敗威尼斯海軍，1669年結束了第六次威尼斯土耳其戰爭，當時他率軍包圍克里特島兩年，最後征服該島。後來他又在1672-1676年的波土戰爭中，親征波蘭而攻下右岸烏克蘭，簽訂布洽施條約。他在位15年中，獲得比父親更偉大的成就，帝國也欣欣向榮，有突出的進步，可惜他嗜酒如命，1676年於38歲英年早逝。由其姊夫卡拉·穆斯塔法·帕夏（科普魯律·穆罕默德帕夏的贅婿）繼承大維奇爾。

## 卡拉·穆斯塔法與之後

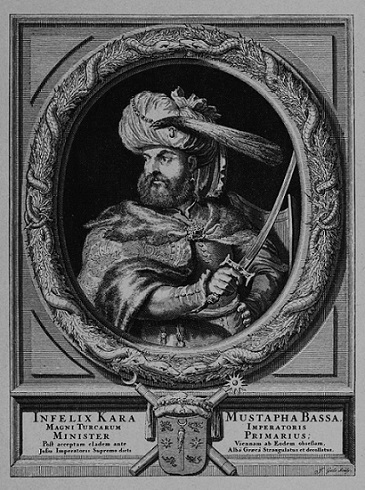
大維齊爾卡拉·穆斯塔法帕夏

蘇丹穆罕默德四世喜好狩獵不好政事，加上滿意科普魯律父子的表現，因此1676年再度任命此家族的卡拉·穆斯塔法執政。卡拉是個卓越的政治家，膽識過人、氣宇軒昂，但為人驕傲、愛慕虛榮。他堅定地執行普魯律父子的的治國方針，但卻在對外戰爭方面遇到悲慘的挫敗──1683年的維也納之戰，這是因為西歐在商業革命與科學革命的進步下，終於在許多方面（特別是軍事如彈道學、稜堡及其攻守法）超越了鄂圖曼帝國。

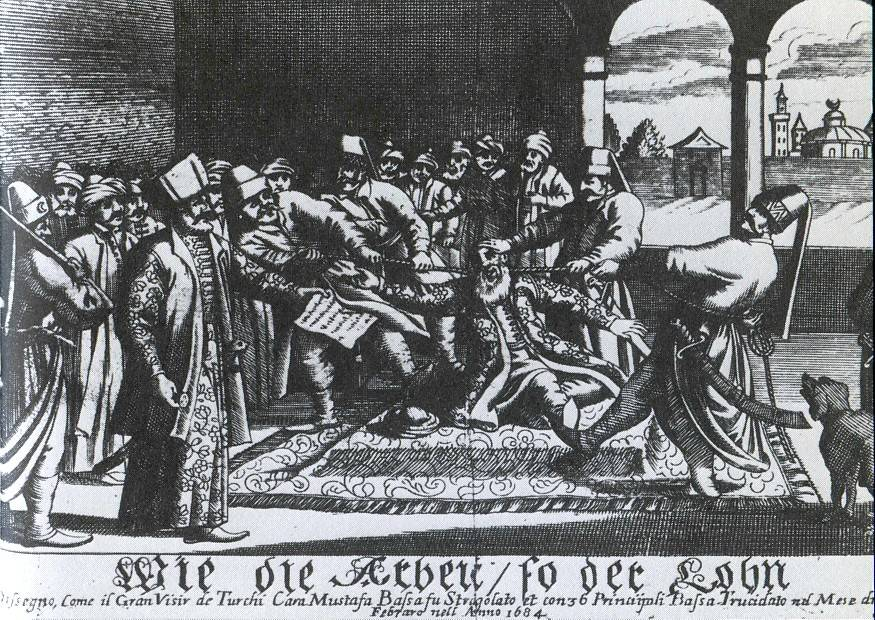
卡拉·穆斯塔法·帕夏於1683年12月25日被絞死

1683年，卡拉率領20萬大軍包圍奧地利首都維也納快兩個月後，被歐洲的基督教聯軍大敗而損失慘重，鄂圖曼大臣開始將一切罪責歸咎在卡拉身上，而蘇丹穆罕默德四世也下令將他絞死。雖然此後也有法札勒（1689-1691年任宰相）和胡賽因（1697-1702年任宰相）擔任大維奇爾，但科普魯律的輝煌時代已經漸漸遠去，鄂圖曼的衰落也是無法避免的了，像法札勒雖在1690年帶軍收回貝爾格勒，但卻在1691年對奧地利作戰時戰死，而胡賽因則是在1697年森塔戰役的慘敗後，力主停戰止血而簽訂卡洛維茨條約，割讓了匈牙利中部、外西凡尼亞、右岸烏克蘭等地。

## 科普鲁律大维齐尔
| 名字                                 | 生卒       | 任期      | 君主                    |
| ------------------------------------ | ---------- | --------- | ----------------------- |
| 科普魯律·穆罕默德帕夏                | 1583–1661  | 1656–1661 | 穆罕默德四世            |
| 科普鲁律·法泽尔·艾哈迈德帕夏         | 1635–1676  | 1661–1676 | 穆罕默德四世            |
| 卡拉·穆斯塔法·帕夏1                  | 1634–1683  | 1676–1683 | 穆罕默德四世            |
| 科普鲁律·达玛达·阿巴扎·希亚武什帕夏2 | 1688年去世 | 1687–1688 | 苏莱曼二世              |
| 科普鲁律·法扎勒·穆斯塔法帕夏         | 1637–1691  | 1689–1691 | 苏莱曼二世 艾哈迈德二世 |
| 科普鲁律·胡赛因帕夏                  | 1644–1702  | 1697–1702 | 穆斯塔法二世            |
| 科普鲁律·努曼帕夏                    | 1719年去世 | 1710–1711 | 艾哈迈德三世            |

## 延伸阅读
- Finkel, Caroline. . Basic Books. 2005. ISBN 978-0-465-02396-7.
- İnalcık, Halil. İnalcık, Halil; Donald Quataert , 编. . Cambridge University Press. 1994. ISBN 0-521-57456-0.